# ضريح مير محمد أهرم
ضريح مير محمد أهرم (بالفارسية: آرامگاه میر محمد اهرم) هو ضريح تاريخي يعود إلى القاجاريون، ويقع في مقاطعة تنغستان.